# مسجد جامع خوانسار

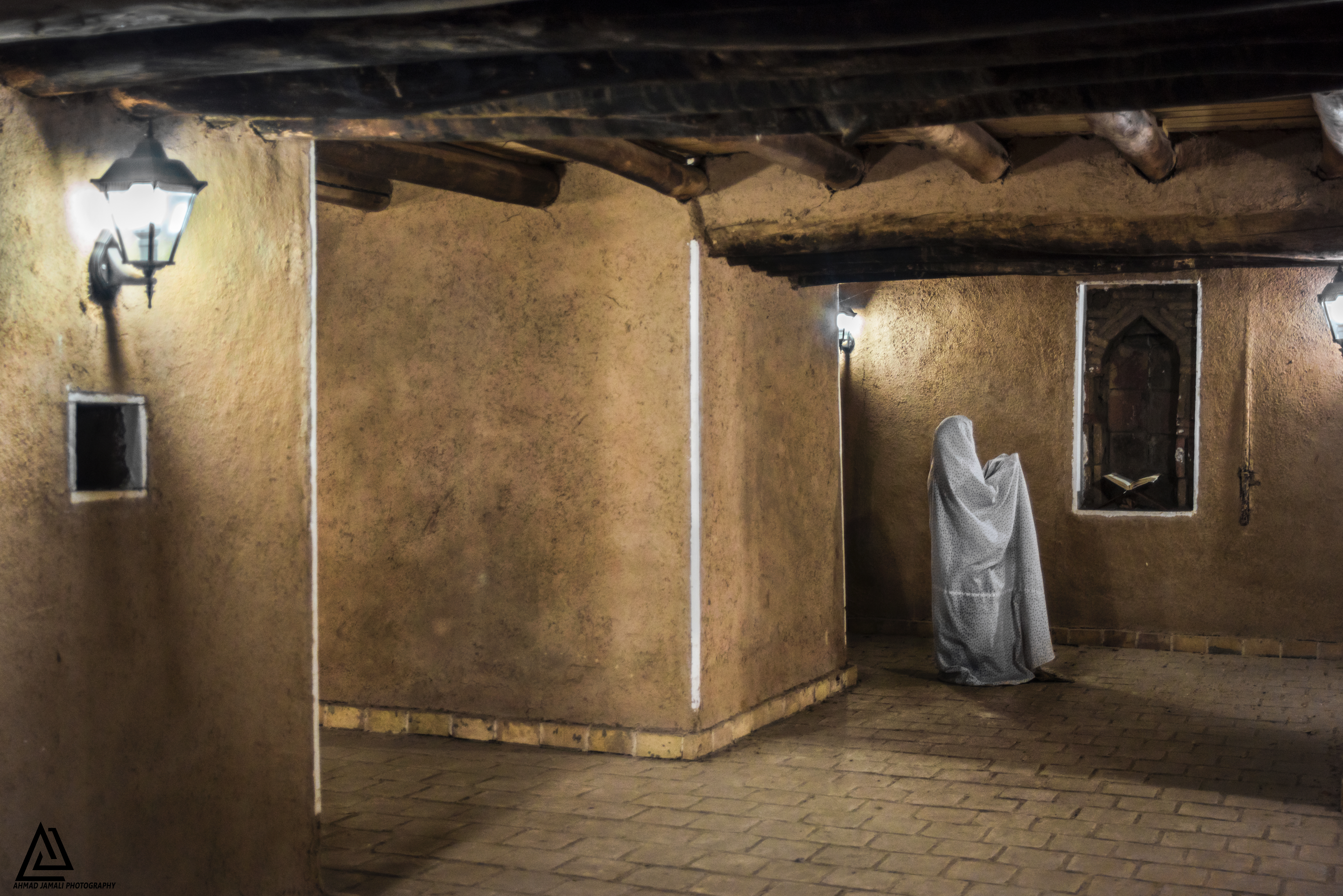
مسجد جامع خوانسار طبقه زیرین

مسجد جامع خوانسار مربوط به سدهٔ ۱۲ است و در خوانسار، ورودی شهر، قبرستان کهنه واقع شده و این اثر در تاریخ ۱۰ آبان ۱۳۵۴ با شمارهٔ ثبت ۱۱۲۱ به‌عنوان یکی از آثار ملی ایران به ثبت رسیده است.
مسجد جامع خوانسار یکی از قدیمی‌ترین مساجد تاریخی ایران به‌شمار می‌رود. تاریخ بنای این مسجد براساس سنگ نوشته‌ای که بر سر در آن نصب شده سال ۱۱۰۱ ه‍. ق، را نشان می‌دهد که هم‌اکنون این بنای تاریخی به‌دلیل افزایش نم و رطوبت در معرض تهدید قرار گرفته است.